# Fundación (ort)
Fundación är en ort i Colombia.   Den ligger i departementet Magdalena, i den norra delen av landet, 700 km norr om huvudstaden Bogotá. Fundación ligger 49 meter över havet och antalet invånare är 59 175.
Terrängen runt Fundación är platt. Runt Fundación är det ganska tätbefolkat, med 62 invånare per kvadratkilometer. Fundación är det största samhället i trakten. Omgivningarna runt Fundación är huvudsakligen savann.